# Il traditore di Forte Alamo
Il traditore di Forte Alamo (The Man from the Alamo) è un film western del 1953 diretto da Budd Boetticher con Glenn Ford, Julie Adams e Chill Wills.

## Trama
Il soldato volontario di Alamo John Stroud, viene scelto a sorte poco prima della disfatta per avvertire e proteggere le famiglie dei compagni dall'avanzata messicana. Ne visita una per una e scopre che tutte le abitazioni sono state bruciate mentre gli abitanti fuggiti od uccisi, come sua moglie e suo figlio. Nella sua tenuta incontra il figlio di amici messicani, che rimasto orfano diventerà suo figlio adottivo, rivelandogli che gli assassini erano texani travestiti da messicani, capeggiati da Jess Wade, noto texano schierato dalla parte dei messicani.
Accusato di tradimento dal tenente Tom Lamar, messaggero incontrato ad Alamo, Stroud viene imprigionato e fugge poco prima dell'impiccagione sfruttando l'attacco fallito della banda di Wade nel paese in ricerca di soldi. Si unisce alla banda di criminali cercando di mascherare il suo disprezzo e viene coinvolto nella ricerca del convoglio di profughi contenente il denaro. Sventa l'assalto dichiarando il proprio rancore verso Wade, ma rimane ferito e viene recuperato dai soldati di scorta alla carovana. Messo agli arresti come cocchiere da Lamar, fa conoscenza con Beth Anders alla quale rivela il compito affidatogli dai compagni e la difficoltà di provare la sua innocenza.
La situazione si sblocca quando Lamar e il suo drappello viene richiamato a combattere i messicani, perché quest'ultimo non vuole lasciare il convoglio senza protezione nonostante gli ordini ricevuti. Stroud spiega che anche lui si è trovato nella stessa situazione, di essere considerato un vigliacco agli occhi di tutti per aver lasciato i suoi compagni ad Alamo e cercato di proteggere gli indifesi. Riappacificato con Lamar, prende le redini del convoglio e lo scorta fino all'attacco finale dei banditi, in cui Wade e tutta la sua banda periscono dalla difesa di Stroud e delle donne del gruppo. Completata la missione, parte per aiutare l'esercito di Houston a combattere i messicani, riuscendo a sentirsi fiero per aver vendicato le famiglie dei suoi compagni e pulito la macchia del tradimento.

## Produzione
Il film, diretto da Budd Boetticher su una sceneggiatura di Steve Fisher e D.D. Beauchamp con il soggetto di Niven Busch e Oliver Crawford, fu prodotto da Aaron Rosenberg per la Universal International Pictures e girato negli Universal Studios a Universal City e nel Russell Ranch a Thousand Oaks in California.
La figura del protagonista, unico sopravvissuto alla battaglia di Alamo, può essere stata ispirata da quella del soldato e avventuriero Louis Moses Rose.

## Distribuzione
Il film fu distribuito con il titolo The Man from the Alamo negli Stati Uniti dal 7 agosto 1953 (premiere a Los Angeles) al cinema dalla Universal International Pictures.
Alcune delle uscite internazionali sono state:
- in Svezia il 24 agosto 1953 (Hämnaren från fort Alamo)
- in Francia il 27 novembre 1953 (Le déserteur de Fort Alamo)
- in Germania Ovest il 26 dicembre 1953 (Der Mann vom Alamo)
- in Austria nel febbraio del 1954 (Der Mann vom Alamo)
- in Danimarca il 9 aprile 1954 (Kujonen)
- in Spagna il 19 luglio 1954 (El desertor de El Álamo)
- in Finlandia il 3 settembre 1954 (Erämaalinnakkeen petturi)
- in Portogallo il 23 marzo 1956 (Invasores)
- in Jugoslavia (Covek iz Alama)
- in Belgio (Het fort der vrijheid)
- in Grecia (O prodotis tou Alamo)
- in Cile (Por la patria)
- in Brasile (Sangue Por Sangue)
- in Italia (Il traditore di Forte Alamo)

## Promozione
La tagline è: "Out Of Texas' Bravest Hour... Came The Man They Called The Coward".

## Critica
Secondo il Morandini il film è "ben congegnato e avvincente" e si rivela una tipica produzione del regista Boetticher con una "storia coincisa" ed efficace e con un cast di ottimo livello. Secondo Leonard Maltin il film è un "western tipicamente bizzarro di Boetticher", avvincente e con ottime interpretazioni da parte dei componenti del cast.

## Riconoscimenti
- Golden Globe
  - Most Promising Newcomer - Male (Hugh O'Brian)